# Linnasaari (ö i Södra Karelen, Villmanstrand, lat 61,09, long 28,25)
Linnasaari är en ö i Finland. Den ligger i sjön Saimen och i kommunen Villmanstrand i den ekonomiska regionen  Villmanstrands ekonomiska region  och landskapet Södra Karelen, i den södra delen av landet, 200 km nordost om huvudstaden Helsingfors. Öns area är 1,1 hektar och dess största längd är 230 meter i sydöst-nordvästlig riktning.